# Exochosembia cavagnaroi
Exochosembia cavagnaroi is een insectensoort uit de familie Anisembiidae, die tot de orde webspinners (Embioptera) behoort. De soort komt voor in Guatemala.
Exochosembia cavagnaroi is voor het eerst wetenschappelijk beschreven door Ross in 2003.